# Санта-Марія-ду-Каштелу-і-Сан-Мігел
Санта-Марія-ду-Каштелу-і-Сан-Мігел (порт. Santa Maria do Castelo e São Miguel; МФА: [ˈsɐ̃.tɐ mɐ.ˈɾi.ɐ du kɐʃ.ˈte.ɫu i ˈsɐ̃w mi.ˈgɛɫ]) — парафія в Португалії, у муніципалітеті Торреш-Ведраш. Розташована в західній частині країни, на теренах історичної португальської провінції Ештремадура. Входить до складу округу Лісабон. За адміністративним поділом, чинним до 1976 року, терени парафії були складовою провінції Ештремадура. Належить до Лісабонського патріархату Католицької церкви. Патрон — Діва Марія. Площа — 17,6558 км². Населення — 6665 ос. (2011). Середньо урбанізований регіон. Густота населення — 377,5 осіб/км²
. Код — 111313.

## Назва
- Торреш Ведраш (Санта-Марія-ду-Каштелу-і-Сан-Мігел) (порт. Torres Vedras (Santa Maria do Castelo e São Miguel)) — офіційна назва.

## Населення
| Кількість мешканців | Кількість мешканців | Кількість мешканців | Кількість мешканців | Кількість мешканців | Кількість мешканців | Кількість мешканців | Кількість мешканців | Кількість мешканців | Кількість мешканців | Кількість мешканців | Кількість мешканців | Кількість мешканців | Кількість мешканців | Кількість мешканців |
| ------------------- | ------------------- | ------------------- | ------------------- | ------------------- | ------------------- | ------------------- | ------------------- | ------------------- | ------------------- | ------------------- | ------------------- | ------------------- | ------------------- | ------------------- |
| 1864                | 1878                | 1890                | 1900                | 1911                | 1920                | 1930                | 1940                | 1950                | 1960                | 1970                | 1981                | 1991                | 2001                | 2011                |
| 1 616               | 1 984               | 2 613               | 3 077               | 3 452               | 3 704               | 4 516               | 5 196               | 5 189               | 5 096               | 3 771               | 3 695               | 4 526               | 5 061               | 6 665               |